# Nõmme Kalju FC
JK Nõmme Kalju este o echipă de fotbal din Estonia, orașul Tallinn.

## Palmares
| Național | Liga estonă        | Cea mai bună clasare | Sezoane                |
| -------- | ------------------ | -------------------- | ---------------------- |
| Național | Prima ligă         | Campioni             | 2012, 2018             |
| Național | Prima ligă         | Locul :              | 2011, 2013             |
| Național | Prima ligă         | Locul :              | 2015, 2016, 2017, 2019 |
| Național | Cupa Estoniei      | Campioni             | 2015, 2025             |
| Național | Cupa Estoniei      | Finalistă :          | 2009, 2013, 2019, 2022 |
| Național | Supercupa Estoniei | Campioni             | 2019                   |
| Național | Supercupa Estoniei | Finalistă :          | 2013, 2016             |

## Emblema și culorile
Emblema originală a clubului a fost creată cel mai probabil în 1922, când a fost fondat Clubul Sportiv Kalju, deși autorul creației rămâne necunoscut. Emblema a fost refăcută de artistul Martin Lazarev, care a păstrat toate elementele istorice. Uniformele lui Nõmme Kalju au fost în mod tradițional alb-negru. Prin anii 2000, Nõmme Kalju a adoptat și culoarea roz, ducând la porecla  „Panterele Roz”. Din 2016 clubul a decis ca și emblema clubului să fie modificată pe culoarea roz.

2014–2015

Clubul din Tallinn își inspiră tinerii fotbaliști să aprecieze istoria clubului și să onoreze stema istorică a lui Nõmme Kalju:
„Când vă aflați pe un teren de fotbal și purtați tricoul cu brațele lui Nõmme Kalju, este întotdeauna necesar să acordați tot ce este mai bun, astfel încât onoarea clubului să fie apărată într-o manieră demnă.”

## Cupe
Performanțe obținute de Nõmme Kalju în cupele naționale din Estonia.
| An   | Club Sportiv | Scor  | Aversar                                                   | Penalty |
| ---- | ------------ | ----- | --------------------------------------------------------- | ------- |
| 2009 | Nõmme Kalju  | 0 - 0 | Flora                                                     | 3 - 4   |
| 2013 | Nõmme Kalju  | 1 - 3 | Flora                                                     |         |
| 2015 | Nõmme Kalju  | 2 - 0 | Fișier:600px Flag club Paide Linnameeskond 1990.png Paide |         |
| 2019 | Nõmme Kalju  | 1 - 2 | Narva Trans                                               |         |
| 2022 | Nõmme Kalju  | 0 - 1 | Fișier:600px Flag club Paide Linnameeskond 1990.png Paide |         |
| 2025 | Nõmme Kalju  | 3 - 3 | Levadia                                                   | 4 - 1   |

| An   | Club Sportiv | Scor  | Aversar |
| ---- | ------------ | ----- | ------- |
| 2013 | Nõmme Kalju  | 0 - 3 | Levadia |
| 2016 | Nõmme Kalju  | 0 - 3 | Flora   |
| 2019 | Nõmme Kalju  | 3 - 2 | Levadia |

| An   | Club Sportiv | Scor  | Aversar        | Penalty |
| ---- | ------------ | ----- | -------------- | ------- |
| 2009 | Nõmme Kalju  | 0 - 0 | Sillamäe Kalev | 3 - 2   |
| 2013 | Nõmme Kalju  | 5 - 1 | Tammeka        |         |
| 2015 | Nõmme Kalju  | 2 - 1 | Flora          |         |
| 2019 | Nõmme Kalju  | 3 - 2 | Levadia        |         |
| 2022 | Nõmme Kalju  | 1 - 0 | Narva Trans    |         |
| 2022 | Nõmme Kalju  | 5 - 0 | Tallinna Kalev |         |

## Stadioane

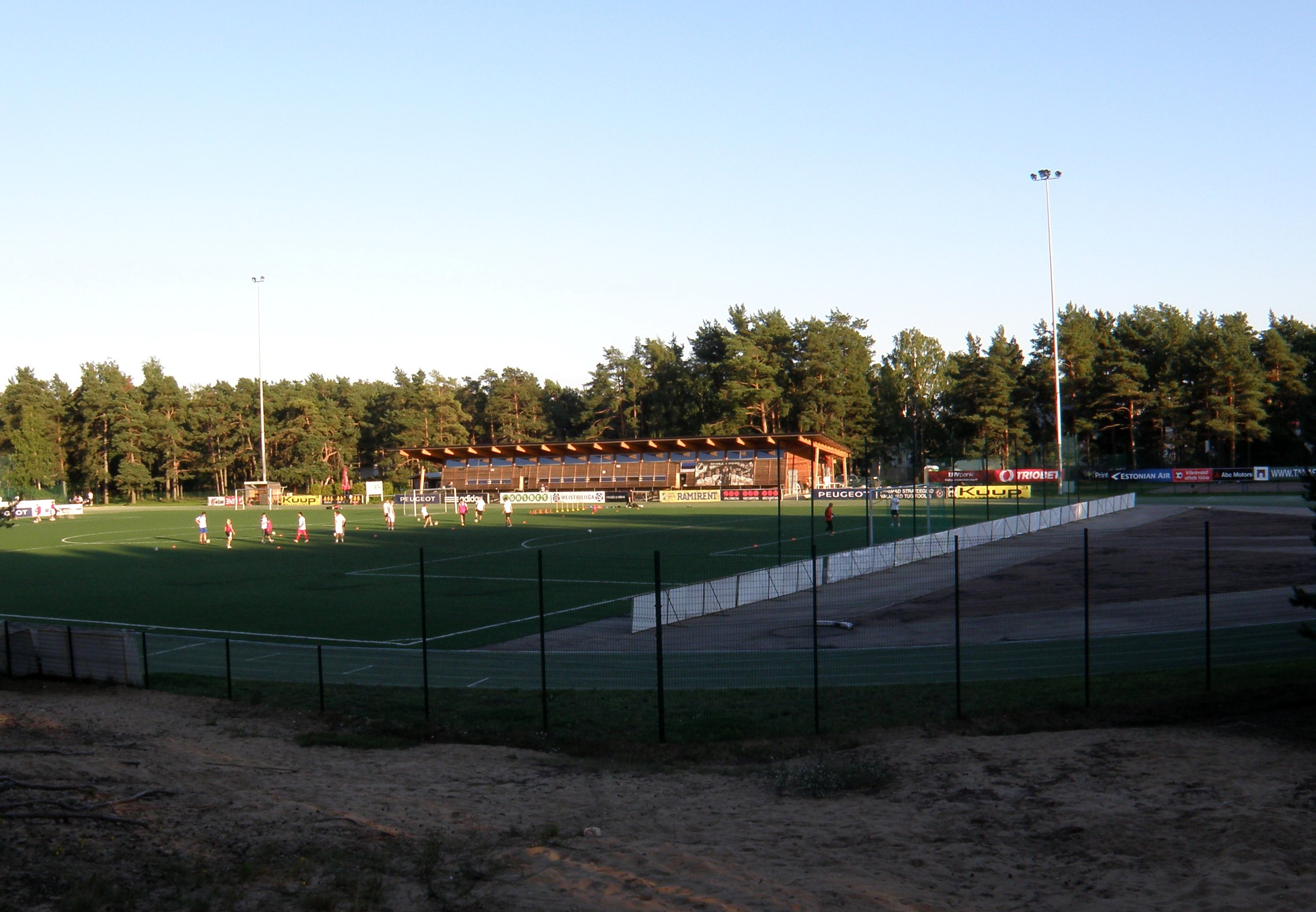
Stadionul Hiiu este terenul propriu pe care joacă Kalju

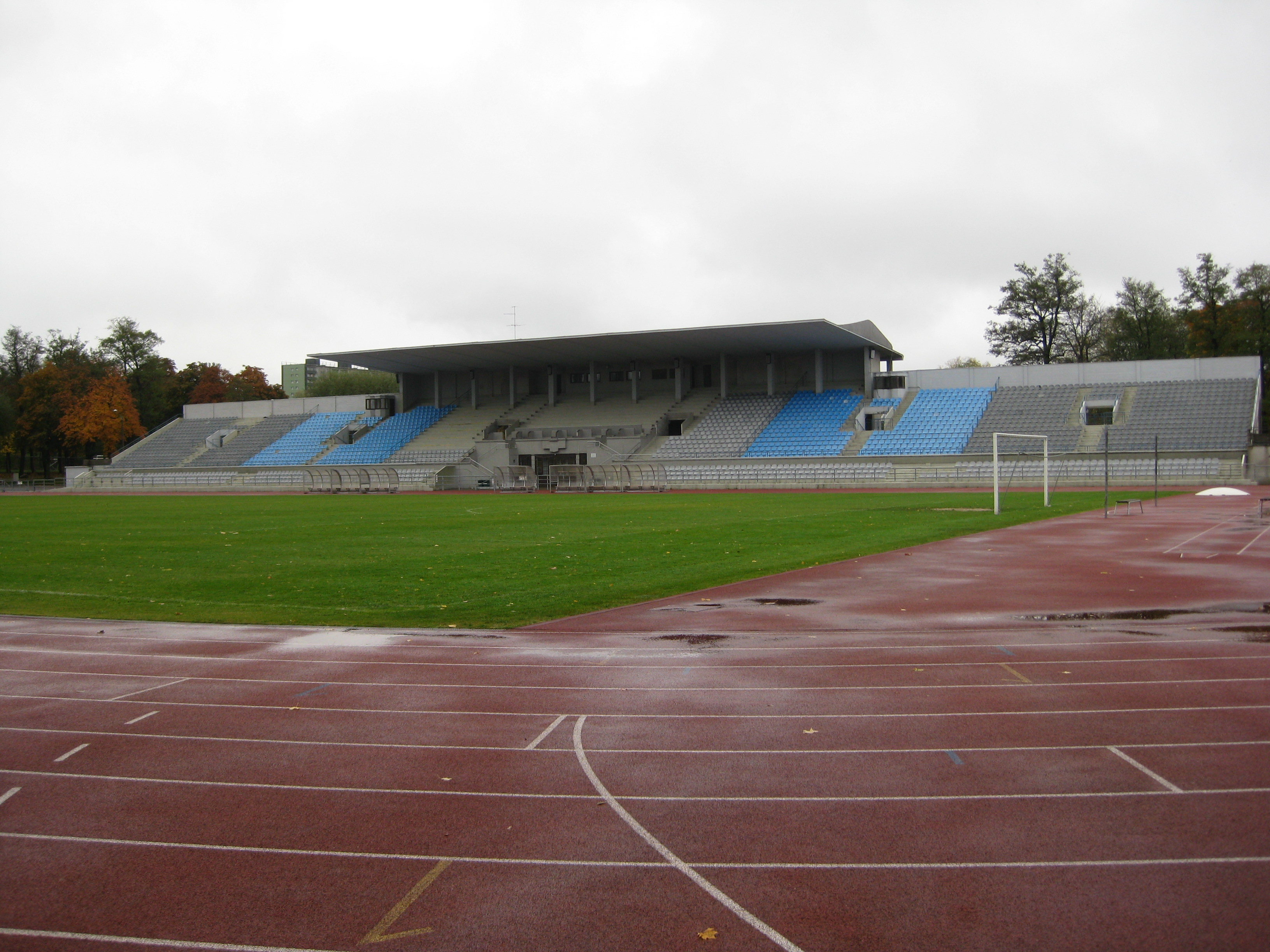
Stadionul Kadriorg este a doua opțiune pentru Kalju

### Stadionul Hiiu
Stadionul Hiiu a fost terenul istoric al orașului Nõmme Kalju încă din 1923. Este un stadion multifuncțional deținut în prezent de districtul Nõmme și este operat de Centrul Sportiv Nõmme. Stadionul a fost complet renovat și redeschis în 2002, având un gazon artificial. Stadionul este situat la Pidu 11, în Nõmme, Tallinn.

### Stadionul Kadriorg
Din 2012 până în 2014, Nõmme Kalju a jucat pe stadionul mult mai mare Kadriorg. Situat în Kadriorg, stadionul a fost construit din 1922 până în 1926 și este unul dintre cele mai vechi stadioane de fotbal din Estonia. Cu o capacitate de peste 5.000, Kadriorg ar putea să asigure de 10 ori mai mulți spectatori decât Stadionul Hiiu.

## Jucători notabili
Estonia
| - Risto Kallaste - Toomas Kallaste - Andrei Krasnopjorov |  | - Toomas Krõm - Liivo Leetma - Mati Lember |  | - Joel Lindpere - Martin Maasing - Andrus Mitt |  | - Indro Olumets - Igor Prins - Aleksander Saharov |

Brazilia
- Dona
- Marcío Pimentel

Anglia
- Richard Barnwell